# Lithophyllum sierra-blancae
Lithophyllum  sierra-blancae Howe, 1934  é o nome botânico  de uma espécie de algas vermelhas pluricelulares do gênero Lithophyllum, família Corallinaceae.
- São algas marinhas encontradas na Califórnia.

## Sinonímia
- Não apresenta sinônimos.